# 4679 Sybil
4679 Sybil eller 1990 TR4 är en asteroid i huvudbältet som upptäcktes den 9 oktober 1990 av den australiensiske astronomen Robert H. McNaught vid Siding Spring-observatoriet. Den är uppkallad efter upptäckarens mor, Sybil McNaught.
Asteroiden har en diameter på ungefär 11 kilometer.